# Đà Lạt
Đà Lạt (wym. [ɗâː làːt]ⓘ; Dalat) – miasto (kurort) w południowym Wietnamie, centrum administracyjne prowincji Lâm Đồng. Liczba mieszkańców wynosi około 133 695 (2008). Położone  w Górach Annamskich, w kotlinie na wysokości 1220 m n.p.m., nad rzeką Cam Ly.
Zamieszkana przez wietnamskich górali (Degar) kotlina została odkryta w 1893 roku przez francuskiego lekarza Aleksandra Yersina jako doskonałe miejsce na uzdrowisko dla francuskich pacjentów. Samo miasto zostało założone około 1920 roku. Wprowadzone przez Yersina uprawy kauczuku, kawy i europejskich warzyw zapoczątkowały rozwój plantacji i napływ ludności z nadmorskich nizin. Dzisiaj miasto jest ośrodkiem rzemiosła, handlu i uprawy herbaty oraz kawy. W Đà Lạt mieści się instytut jądrowy oraz muzeum w letniej rezydencji ostatniego cesarza Wietnamu Bảo Đạia. Przede wszystkim jednak, ze względu na łagodny klimat, urodę porośniętych sosnami gór i licznych jezior, Đà Lạt jest popularnym uzdrowiskiem i miejscowością wypoczynkową.